# Dorris (Kalifornia)
Dorris város az USA Kalifornia államában, Siskiyou megyében. Lakosainak száma 860 fő (2020. április 1.).

## Népesség
A település népességének változása:

| 2010 | 939 |
| 2020 | 860 |